# 왁사해치 (음악 그룹)
왁사해치(Waxahatchee)는 미국의 인디 음악 프로젝트 그룹이다. 2010년에 케이티 크러치필드가 만들었으며, 밴드명은 앨라배마주에 있는 왁사해치크리크에서 이름을 따왔다.

## 음반 목록
- American Weekend (2012)
- Cerulean Salt (2013)
- Ivy Tripp (2015)
- Out in the Storm (2017)
- Saint Cloud (2020)